# Bindhi
Bindhi (nep. बिन्धी) – gaun wikas samiti w środkowej części Nepalu w strefie Dźanakpur w dystrykcie Dhanusa. Według nepalskiego spisu powszechnego z 2011 roku liczył on 1192 gospodarstwa domowe i 6945 mieszkańców (3538 kobiet i 3407 mężczyzn).